# Кальміуський заповідник
Кальміу́ський запові́дник — природоохоронний об'єкт в Бойківському районі Донецької області. Заснований в 2008 році. Відділення Українського степового природного заповідника. Назва заповідника походить від назви основного водотоку району його розташування — річки Кальміус.

## Розташування
Заповідник розташований на Приазовській височині, де в розломах кристалічного щита протікає річка Кальміус. Основна частина знаходиться між селами Стара Ласпа та Гранітне, ще частина знаходиться окремо в кілометрі нижче за течією на лівому схилі Балки Максимова.
До складу заповідника входить урочище Кірсанова.

## Характеристика території
Загальна площа заповідника займає 579,6 га.
Ця територія являє собою кам'янистий степ із відслоненнями гранітів, що присутні не тільки у вигляді скель на схилах долини річки Кальміус, але також як плоскі гранітні відслонення на вододільних височинах. Вік гранітів становить 560 млн років.
Ширина русла річки на території заповідника становить 20-30 метрів. Долина річки через вихід гранітів нагадує каньйон. Правий берег Кальміусу крутіший і обривистий. Тут зустрічаються високі гранітні стовпи та стіни, прорізані ущелинами.

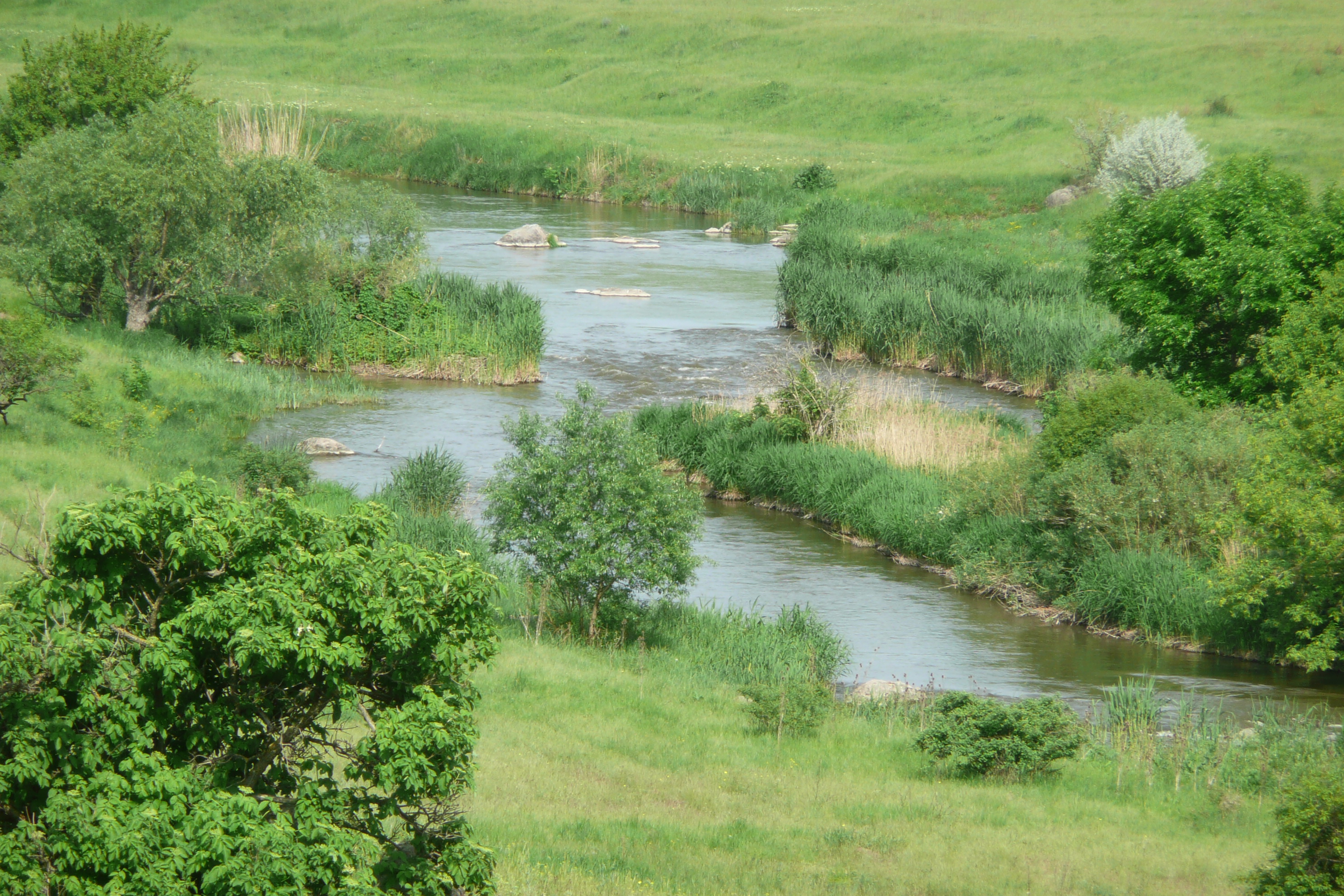
Кальміус
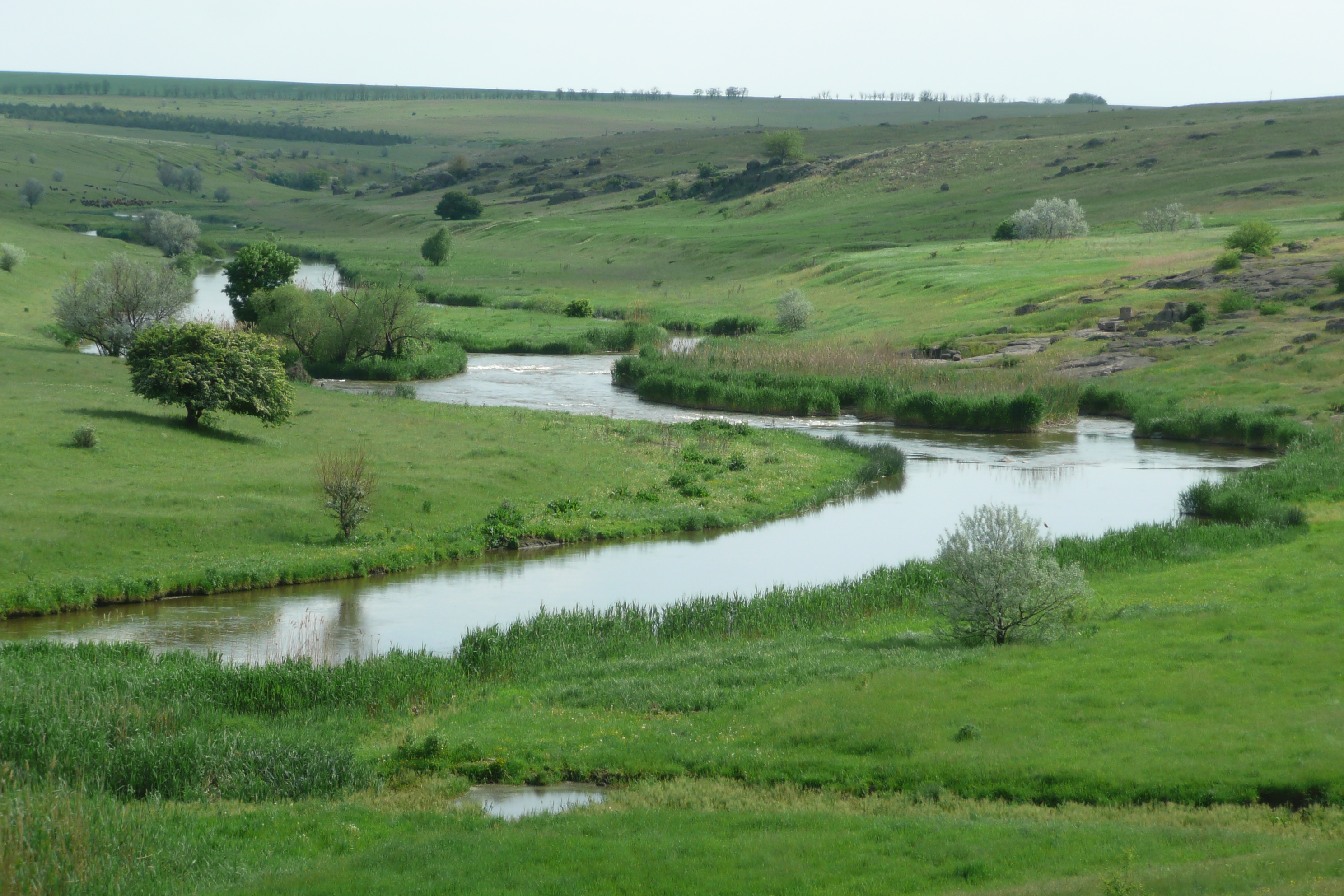
Кальміус
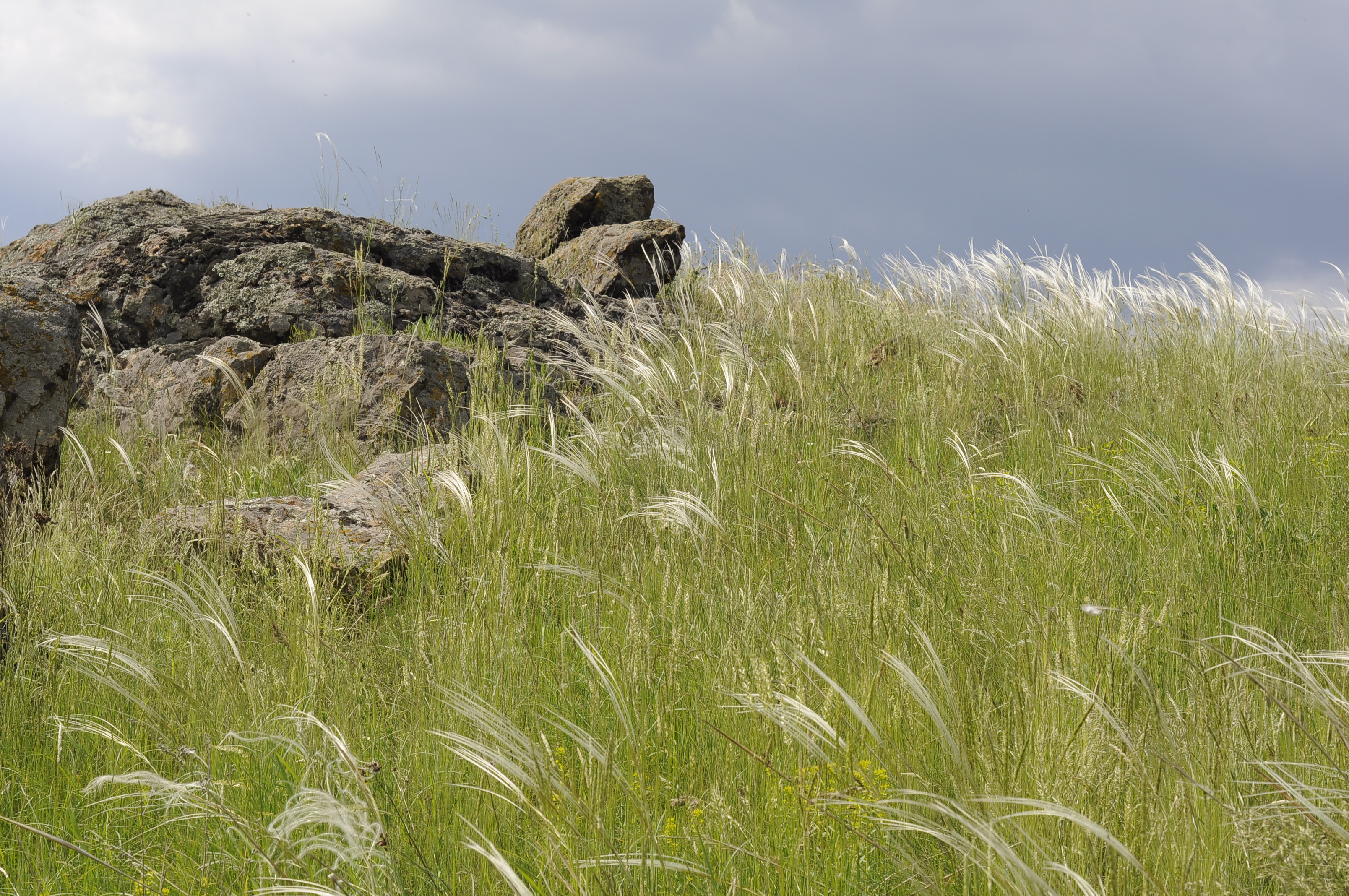
Схил, порослий ковилою
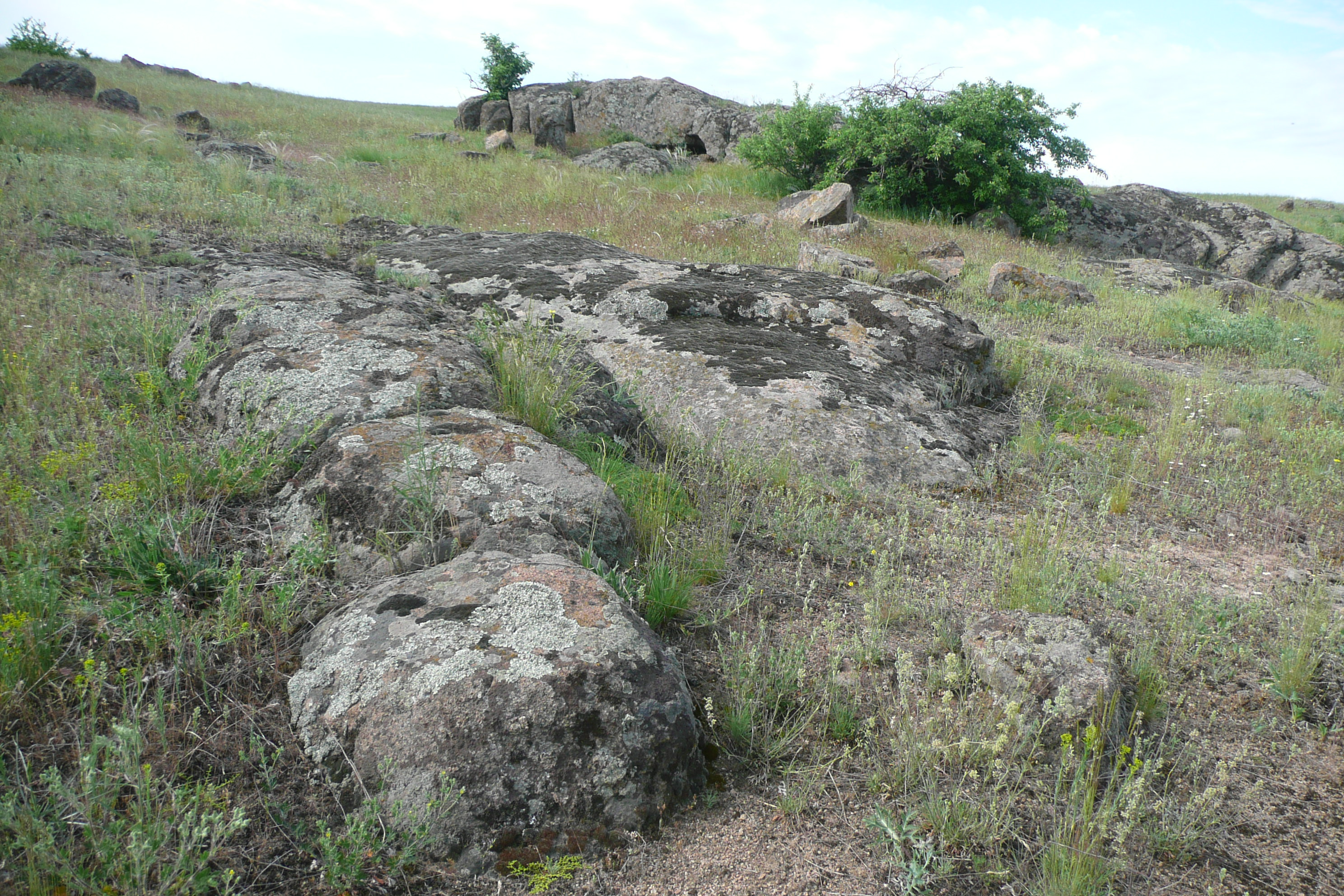
Вихід граніту на поверхню

## Флора

Ковила Лессінга

На території заповідника зростають лучно-степові, степові, петрофітні степові, лучно-болотні та водні види. У флористичний список входять полин, шавлія, ранник, тюльпан гранітний. Уздовж річки росте очерет і водні трави. Багато рослин занесені до Червоної книги України: грабельки Бекетова, чебрець кальміуський, чебрець несправжньогранітний, ранник донецький, ранник гранітний, шипшина донецька, шафран сітчастий, гіацинтика Палласа, тюльпан гранітний, тюльпан змієлистий, сон лучний, ковили гранітна, найкрасивіша, волосиста, Лессінга, карагана скіфська, калофака волзька, дельфіній червоний.

## Фауна

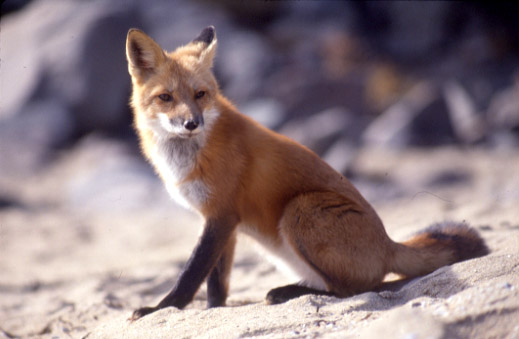
Лис рудий — представник фауни Кальміуського заповідника

Із тварин зустрічаються дуже різні групи (види наведено за:).
Плазуни представлені вужами.
Із птахів тут виявлені переважно великі птахи з групи «мисливських»: чапля, журавель степовий, дикі качки, фазан, куріпка, перепілка.
Із ссавців в Кальміуському заповіднику помічені переважно хижаки: лис рудий, єнот уссурійський, куна кам'яна, ласка, тхір степовий; відомий також заєць сірий.

## Рекреація
Заповідник практикує рекреаційні послуги. За ресурсом «donbass.ua»  [Архівовано 15 червня 2013 у Wayback Machine.], тут широко поставлена екскурсійна діяльність. За 5 років існування заповідника налагоджено роботу з турфірмами, є досвідчені гіди, які за невеликі гроші (170 грн. із відвідувача) проведуть туристів через балку Хан-Тарама (похід на 3 години). Вони розкажуть про природу гранітних скель, те, чому вони стали такої форми, покажуть унікальні ділянки різнотрав'я, організують привал. Це чи не єдиний заповідник, який практикує екскурсійну діяльність у заповідній зоні.